# STS-84
STS-84は、アトランティスを用いてミールを訪れた有人宇宙飛行ミッションである。

## 乗組員
- 船長 - チャールズ・プリコート（英語版） (3)
- 操縦手 - アイリーン・コリンズ (2)
- ミッションスペシャリスト1 - ジャン＝フランソワ・クレルボワ（英語版）,ESA (2)
- ミッションスペシャリスト2 - カルロス・ノリエガ（英語版） (1)
- ミッションスペシャリスト3 - エドワード・ルー (1)
- ミッションスペシャリスト4 - エレーナ・コンダコワ,RKA (2)
- ミッションスペシャリスト5（打上げ時） - マイケル・フォール(4)
- ミッションスペシャリスト5（帰還時） - ジェリー・リネンジャー(2)

## ハイライト
STS-84は、スペースシャトルとミールの6回目のドッキングミッションであり、スペースシャトルとミールの9回のドッキングと7人のアメリカ人宇宙飛行士のミールへの滞在を予定するシャトル・ミール計画の一環として行われた。これ以前のシャトル・ミール計画のミッションは、STS-71、STS-74、STS-76、STS-79及びSTS-81であった。アメリカ人宇宙飛行士は、スペースシャトルを用いてミールまで往来し、ロシア人宇宙飛行士はソユーズで往来した。この一連のミッションでは、実験機材を補給するとともに実験サンプルやデータを地球に持ち帰ることで、アメリカ合衆国のミールでの実験を拡大した。
STS-84では、ミールとの間で3,318kgの水と貨物が交換された。ドッキングしている間に、465kgの水、383.2kgのアメリカ合衆国の科学機器、1,168.6kgのロシアの貨物、178.1kgの雑多な荷物がミールに移された。アトランティスに乗せて地球に持ち帰られたのは、407.1kgのアメリカ合衆国の科学材料、531.2kgのロシアの貨物、14kgの欧州宇宙機関の材料、170.7kgの雑多な荷物だった。
6度目のシャトルとミールのドッキングでは、アメリカ合衆国の宇宙飛行士がミール搭乗の4度目の引継ぎを行い、マイケル・フォールは、1997年1月15日にSTS-81のミッションでミールを訪れていたジェリー・リネンジャーと交代した。リネンジャーはミールで123日間を過ごし、打上げから帰還までの間、132日間宇宙に滞在したことで、シャノン・ルシッドに次ぐアメリカ人で2番目の宇宙滞在記録を樹立した。また、この滞在により、1996年3月22日のルシッドの到着以来継続していた、アメリカ人の連続宇宙滞在が1年間を突破した。
リネンジャーのミール滞在中のその他の出来事としては、アメリカ人とロシア人による初の船外活動がある。1997年4月29日、リネンジャーは、ミール船長のワシリー・ツィブリエフとともに5時間の船外活動を行い、ステーションの外側にモニターを取り付けた。Optical Properties Monitor (OPM)は9ヶ月間ミールに設置され、望遠鏡用の鏡等の光学機器を用いて宇宙環境の効果を研究することを可能とした。
2月23日、11年目を迎えたステーションで火災が発生した。最小限の損傷で済んだが、キャビンの大気が浄化されるまでの約36時間の間、滞在者は防護マスクを付けなくてはならなかった。
アトランティスは、5月17日2時33分(UTC)にアドリア海上空でミールにドッキングした。2機の間のハッチは、5月17日午前4時25分に開いた。STS-84の乗組員をミールの船長ワシリー・ツィブリエフ、フライトエンジニアのアレクサンドル・ラズトキン、リネンジャーが迎え、その後短い打合せを行った。リネンジャーとフォールは、公式には14時15分(UTC)に交代した。

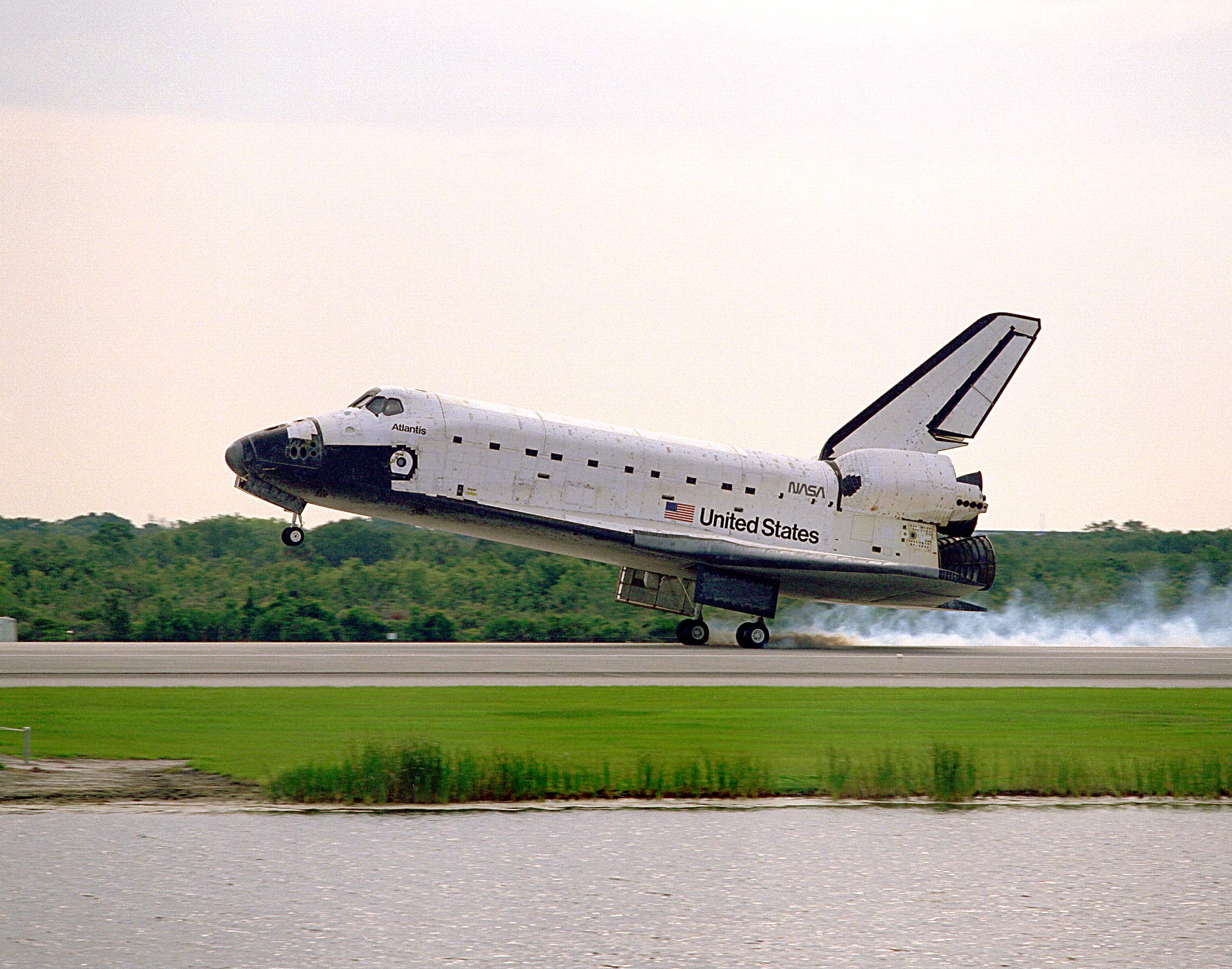
着陸するアトランティス

ミールとシャトルの間の物品の移動はスムーズに進み、予定よりも早く終了した。約249のアイテムが2つの宇宙船の間を移動し、約450kgの水がミールに運ばれた。合計では、3,400kgの水、実験サンプル、補給品、ハードウェアが運ばれた。
フォーレは、先端技術、地球観測及びリモートセンシング、基礎生物学、生活科学、宇宙ステーションのリスク軽減、微小重力科学の6つの分野で35（うち33がミール、2がSTS-84）の実験を行った。そのうち28は、前のミッションから行われていたものを引き継いだものである。7つの新しい実験は、微小重力下での生物学や結晶成長を研究するものであった。
5月22日1時4分(UTC)にドッキングが解除された。以前のドッキングとは異なり、ステーションの周りをオービタが周回することはなく、オービタは3度止まって、その間に、将来欧州宇宙機関の補給船が国際宇宙ステーションとランデブーするために設計されたセンサを用いて、集めたデータを送信した。
このミッションで行われたその他の活動には、スペースハブのバイオラック施設を用いた研究、ドッキング中のミールの写真観測、環境大気のサンプリング、放射線のモニタリング等がある。